# 時事大破解
《時事大破解》（英語：News Decoder）是鳳凰衛視香港台半小時長的錄影節目，節目主持人是前立法會議員程介南先生，以粵語訪談形式與嘉賓單對單進行談話，內容是就當時的時事熱點與嘉賓進行理性討論。自2024年4月鳳凰香港台大改版，加入香港免費電視頻道85台之後，時事大破解節目增加更多國際新聞熱點。

## 播放時間[1]
自該節目開播後，《時事大破解》節目固定在星期一至五晚上21:30-22:00播出。
2022年1月1日，配合鳳凰衛視全面改版，《時事大破解》節目改為在星期一至五晚上18:30-19:00首播。
2024年4月22日起，因應香港台落地免費電視85頻道，配合改版並打造晚間「黃金90分鐘」粵語資訊時段的節目，該節目改為星期一至五晚上20:00至20:30首播。
2024年6月24日起，因應週播政論節目《香港熱廚房》於香港台播出，每逢星期一至三及星期五由程介南擔當主持人，每逢星期四由黃浩棋或黃迪瑋擔當主持人。
2024年7月15日起，每集附上繁體中文字幕。
- 首播：星期一至五晚上20:00-20:30
- 重播：次日01:30-02:00、05:00-05:30及11:00-11:30

- 首播：星期一至五晚上18:30-19:00
- 重播：次日01:00-01:30、08:00-08:30、11:00-11:30及15:30-16:00

## 主編
- 程介南
- 郭一鳴
- 彭紹經
- 楊一凡
- 黃浩棋
- 黃迪瑋
- 李匡民
- 鄭鋼英（前任）
- 高韻璇（前任）
- 潘楚源（前任）
- 呂文蕙（前任）
- 黃珊（前任，被裁）

## 外部連結
- 鳳凰衛視：時事大破解官網 （页面存档备份，存于）